# Pastor-Fiedler-Haus
Das Pastor-Fiedler-Haus in Teterow (Mecklenburg-Vorpommern) auf dem Schulkamp, Schulkampallee, wurde 1875 als Kleinkinderschule gebaut.
Das Gebäude steht unter Denkmalschutz.

## Geschichte
Die Stadt Teterow mit 8334 Einwohnern (2019) wurde  1230 angelegt und erhielt um 1235 das Stadtrecht.
Das zweigeschossige verputzte giebelständige historisierende Gebäude mit einem ausladenden Satteldach wurde 1875 als eine kirchliche Kleinkinderschule gebaut. Als  „Kleinkinderbewahranstalt“ war 1888 hier der erste Kindergarten in der Stadt. 1940 wurde die Einrichtung städtisch und die Diakonissen wurden entlassen. Von 1984 bis 1990 befand sich im Haus das Pädagogische Kreiskabinett des Kreises Teterow und von 1993 bis 1999 die städtische Kulturstiftung Teterow. Von 1999 bis 2020 war hier die private Galerie Teterow, die zuvor in der Malchiner Straße war und danach im Bahnhof Teterow beheimatet ist. Das Haus wurde im Rahmen der Städtebauförderung saniert.
Der Namensgeber Pastor Felix Fiedler (1633–1707) errichtete die Stiftung Zum Besten armer Schulkinder. Die Stiftung unterhielt das Fiedlersche Schulstift. Zum Stiftungsvermögen gehörten Acker- und Gartenflächen auf dem Fliederkamp, dem heutigen Schulkamp mit der 1860 gebauten  Uhrenschule Teterow.